# Donia Rashwan
Donia Rashwan Mahmoud (* 15. Mai 1998) ist eine ehemalige ägyptische Radrennfahrerin, die auf Straße und Bahn Rennen bestritt.

## Sportliche Laufbahn
2015 trainierte Donia Rashwan gemeinsam mit Ebtisam Zayed im World Cycling Centre Africa (WCCA) und startete zum Abschluss der Saison mit einem Team des WCCA beim Jedermannrennen 947 Cycle Challenge.
Im Jahr darauf wurde Rashwan Junioren-Afrikameisterin im Einzelzeitfahren auf der Straße. Bei den Bahn-Afrikameisterschaften errang sie gemeinsam mit Ebtisam Zayed Silber im Teamsprint und Bronze im Keirin. 2017 wurde die ägyptische Mannschaft im Zeitfahren Dritte der kontinentalen Meisterschaft. Auf der Bahn errang sie gemeinsam Zayed bei den afrikanischen Bahnmeisterschaften erneut Silber im Teamsprint.
Im Jahr darauf wurde Rashwan zweifache Afrikameisterin, im Teamsprint und in der Mannschaftsverfolgung, im Punktefahren, Scratch und in der Einerverfolgung belegte sie jeweils Platz zwei, und im Sprint wurde sie Dritte. Anschließend beendete sie ihre Radsportlaufbahn.

## Erfolge

### Straße
2016
- Junioren-Afrikameisterin – Einzelzeitfahren

2017
- Afrikameisterschaft – Mannschaftszeitfahren (mit Ebtisam Zayed, Menatalla Essam und Fatma Hagrus)

### Bahn
2016
- Junioren-Afrikameisterschaft – Teamsprint (mit Ebtisam Zayed)
- Junioren-Afrikameisterschaft – Keirin

2017
- Afrikameisterschaft – Teamsprint (mit Ebtisam Zayed)

2018
- Afrikameisterin – Teamsprint (mit Ebtisam Zayed), Mannschaftsverfolgung (mit Ebtisam Zayed, Mariam Mohamed und Ali Nadeen Alaa Eldin)
- Afrikameisterschaft – Punktefahren, Scratch, Einerverfolgung
- Afrikameisterschaft – Sprint